# Gerolamo Frigimelica
Gerolamo Frigimelica Roberti (Padova, 10 gennaio 1653 – Modena, 15 novembre 1732) è stato un architetto, librettista e poeta italiano della Repubblica di Venezia.

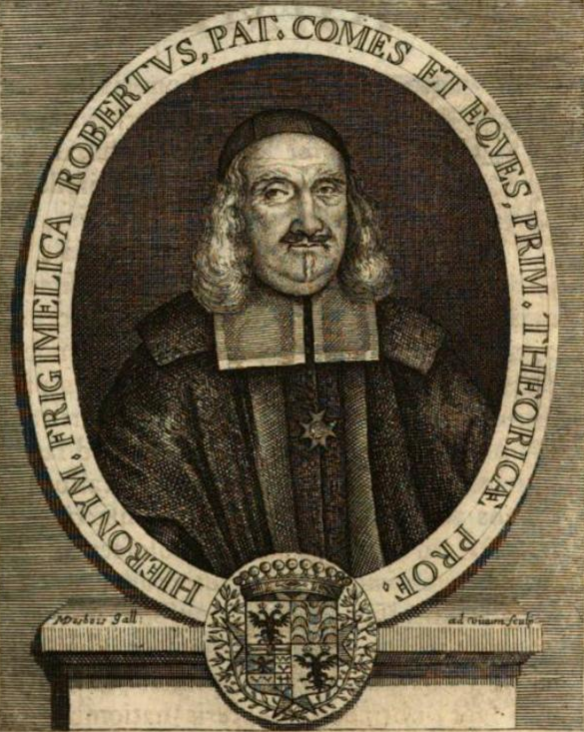
Martial Desbois, Gerolamo Frigimelica Roberti

Può essere considerato un tardo esponente del tipo d'artista-umanista: si dedicò infatti oltre che all'architettura anche alle scienze e alle arti figurative.

## Biografia
Nato da una famiglia recentemente divenuta nobile per matrimonio coi Roberti, tanto che egli stesso ebbe il titolo di conte, dal 1691 al 1720 fu curatore della biblioteca pubblica della propria città natale, dove allo stesso tempo fu membro dell'Accademia dei Ricovrati.
 Dal 1721 a causa di liti familiari fu costretto a stabilirsi a Modena. Tuttavia egli fu attivissimo sia come architetto, progettando palazzi e chiese per Padova, Vicenza, Stra e Modena, sia come librettista d'opere: i suoi primi 11 testi furono scritti per il Teatro San Giovanni Grisostomo di Venezia e messi in musica tra il 1694 e il 1708 da Carlo Francesco Pollarolo, Alessandro Scarlatti, Antonio Caldara e Luigi Mancia, mentre i libretti successivi furono prodotti per essere musicati e rappresentati principalmente per il Teatro Obizzi di Padova.

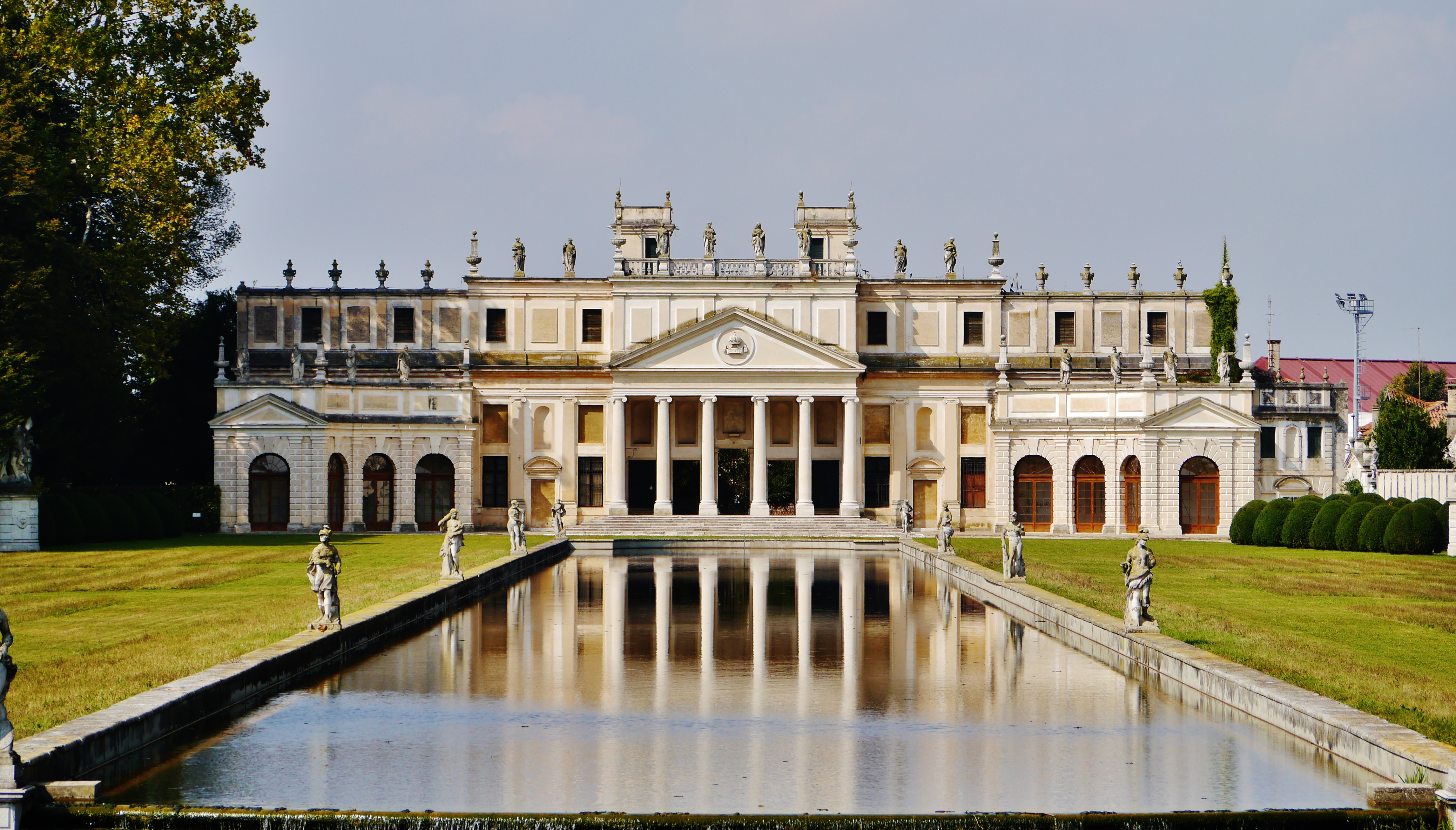
Le scuderie di Villa Pisani a Stra

Tra i suoi primi lavori d'architetto si segnalano la Cappella del Santissimo al Santo e la Chiesa di Santa Maria del Torresino, entrambe nel capoluogo antoniano. Suoi progetti sono anche le chiese di Santa Lucia a Padova e di San Gaetano a Vicenza, i palazzi Mussato e Buzzacarini, sempre a Padova, e l'ampliamento di Palazzo Pisani a Venezia. La sua opera più nota è sicuramente Villa Pisani a Stra, per lo stesso committente Alvise Pisani, della quale stese il progetto originale verso il 1719, che venne seguito per tutti i padiglioni minori nonostante egli fosse ormai stabilito a Modena, ma venne completamente modificato dopo la sua morte dal Preti per quanto riguarda il corpo di fabbrica principale.
Importante fu anche la sua attività librettistica, nella quale segue il tipico stile dell'opera seria di Apostolo Zeno, Francesco Silvani e Adriano Morselli, seguendo quindi la maniera di Aristotele e dei drammatisti del classicismo francese. Tutti i suoi libretti sono composti da cinque atti, trattano soggetti storico-mitologici e vengono per lo più chiamati tragedie o tragicommedie. Scrisse inoltre il testo per sette oratori, che furono tutti rappresentati a Venezia, Roma e Vienna tra il 1697 e il 1702.